# 喬許·羅森
喬許·羅森（Joshua "Josh" Lawson，1981年7月22日—）是澳大利亞的一位演員。他出生並成長在布里斯班，哥哥本·羅森也是一位演員。羅森也是一位電視節目主持人。